# 南元町 (新宿区)
南元町（みなみもとまち）は、東京都新宿区の南東部に位置する町名である。「丁目」の設定のない単独町名である。住居表示は実施されていない。

## 地理
東京都新宿区の南東部に位置する。町域北部から北東部は、新宿区若葉に接する。町域東部から南部は、港区元赤坂に接する。西部は、新宿区信濃町・新宿区霞ヶ丘町に接する。町域内の高低差が激しい。中央部を、JR中央線の線路とそれに並行して首都高速4号新宿線が横断している。
町域内は、主に住宅地として利用されておりマンションなども多く見られる。南元町には、町域の西部を中心として、隣接する信濃町とともに公明党や創価学会関連の施設が多くあり、公明党本部（公明会館）も南元町の千日坂下に所在する。また、千日坂の坂上、信濃町駅近くには葬儀場である千日谷会堂（一行院）がある。

### 地価
住宅地の地価は、2025年（令和7年）1月1日の公示地価によれば、南元町4番49の地点で176万円/m2となっている。

### 千日坂
千日坂（せんにちざか）は、南元町の西端、信濃町駅南口から千日谷一行院下に下る急坂である。久能坂、または久野坂とも呼ばれる。

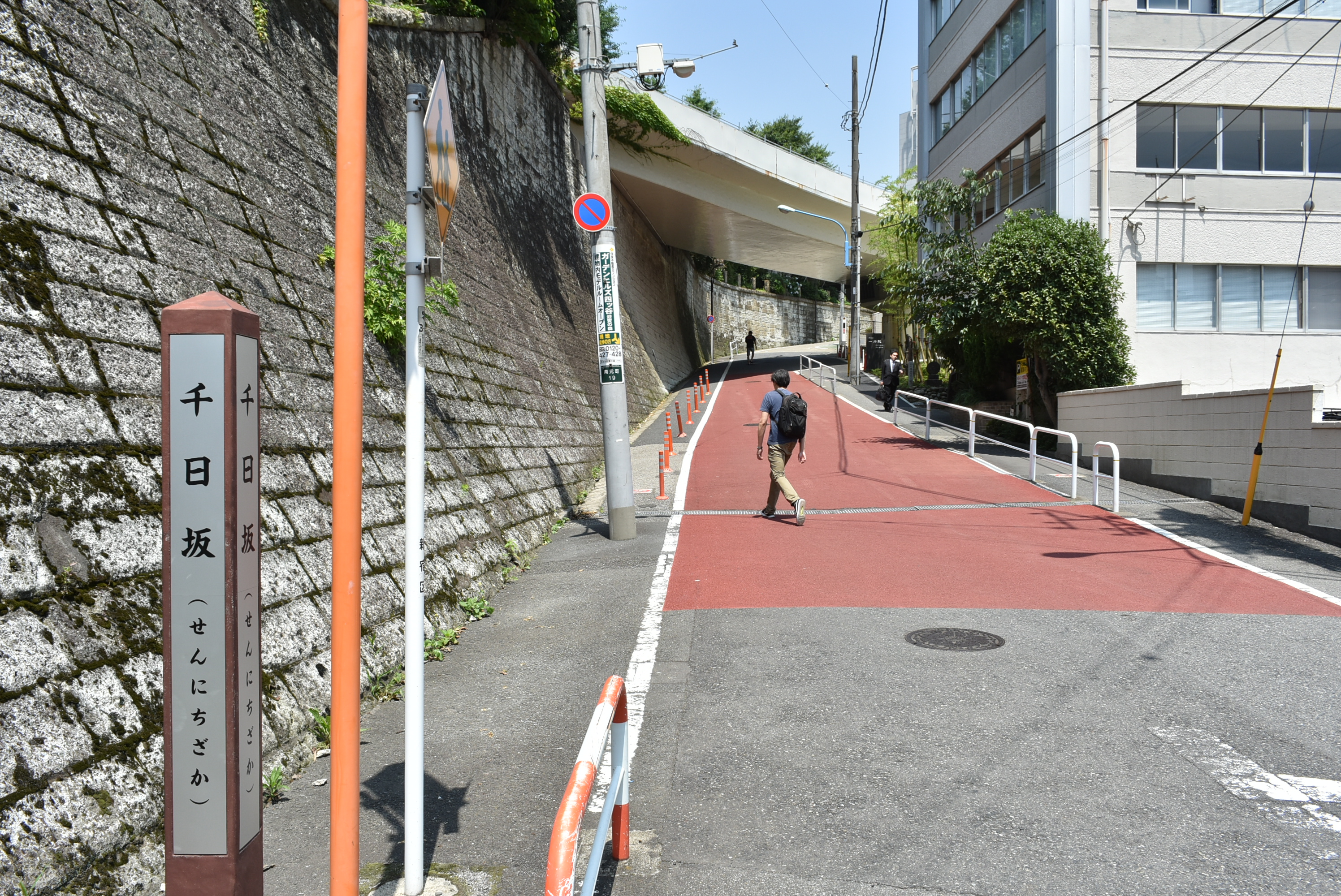
信濃町駅方面の上り坂を見る（2018年6月26日撮影）
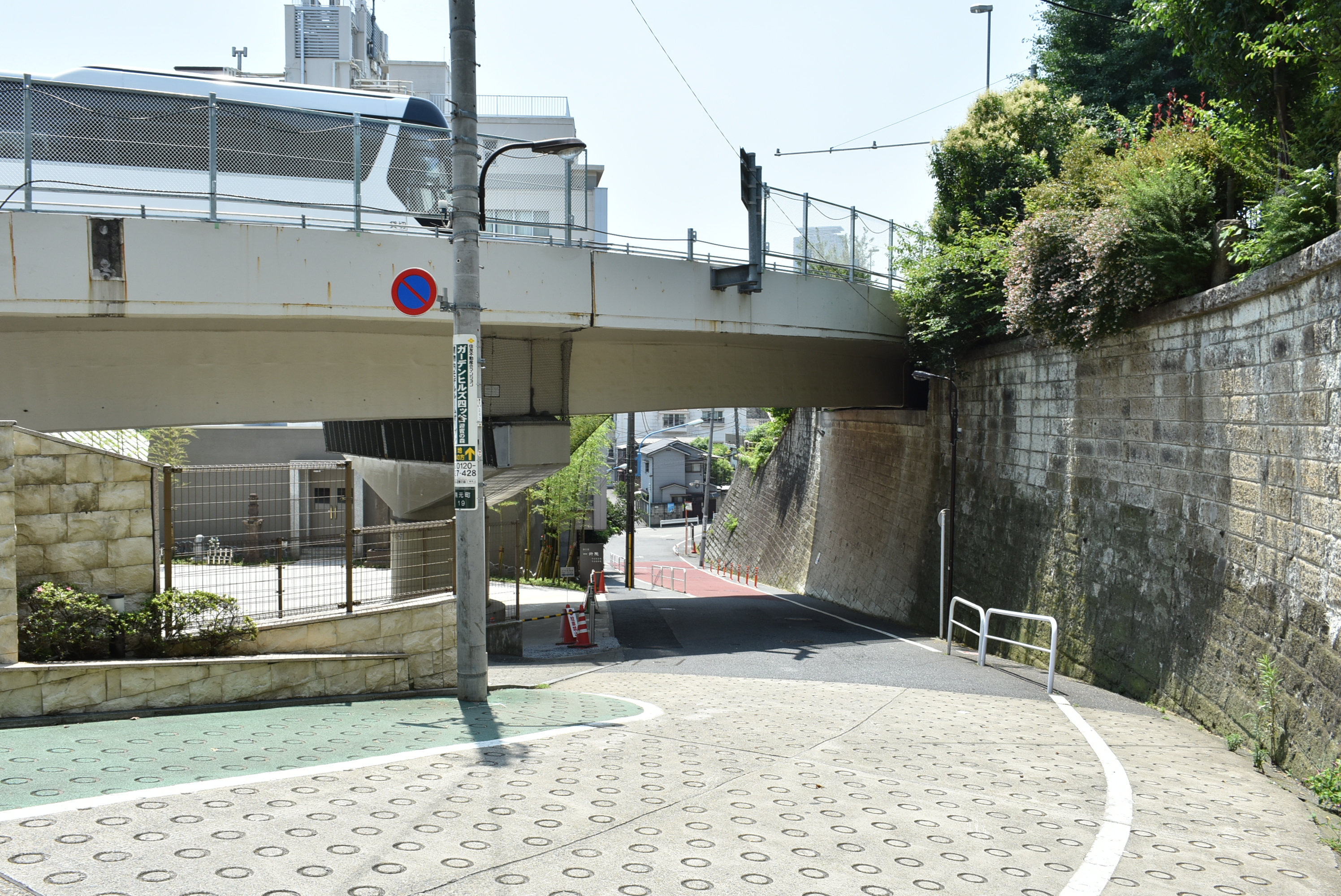
一行院前の南側方面の下りを見る（2018年6月26日撮影）
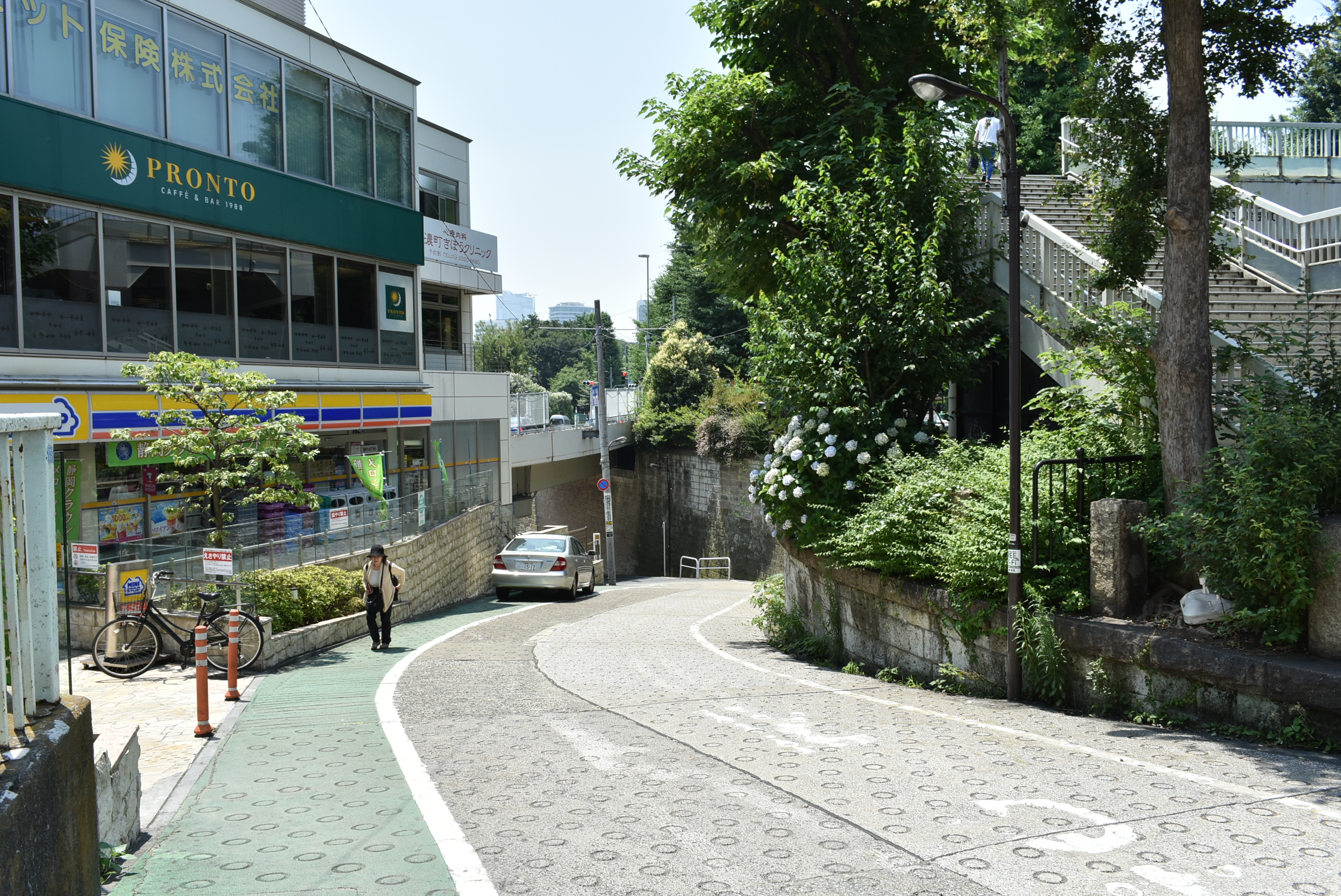
信濃町駅から南に進み下りを見る（2018年6月26日撮影）

### 新助坂
新助坂（しんすけざか）は、南元町を通る鉄道高架（JR中央線）の北側、南元町5番と6番のあいだを北に、南元町と信濃町の境道まで上る急坂である。
坂の西側にはかつて、ソニー・ミュージックスタジオがあり、坂の途中に起立する大きな建物は中央線の車窓からもよく望まれた。同スタジオは1978年（昭和53年）に「CBSソニー信濃町スタジオ」として開業し、後に「ソニーミュージック信濃町スタジオ」へと改名されたが2001年（平成13年）に閉鎖され、土地・建物は三菱商事経由で創価学会に売却された。建物は創価学会の南元平和会館として使用された後に解体され、現在は創価文化センター（2012年完成）が立地している。

## 歴史

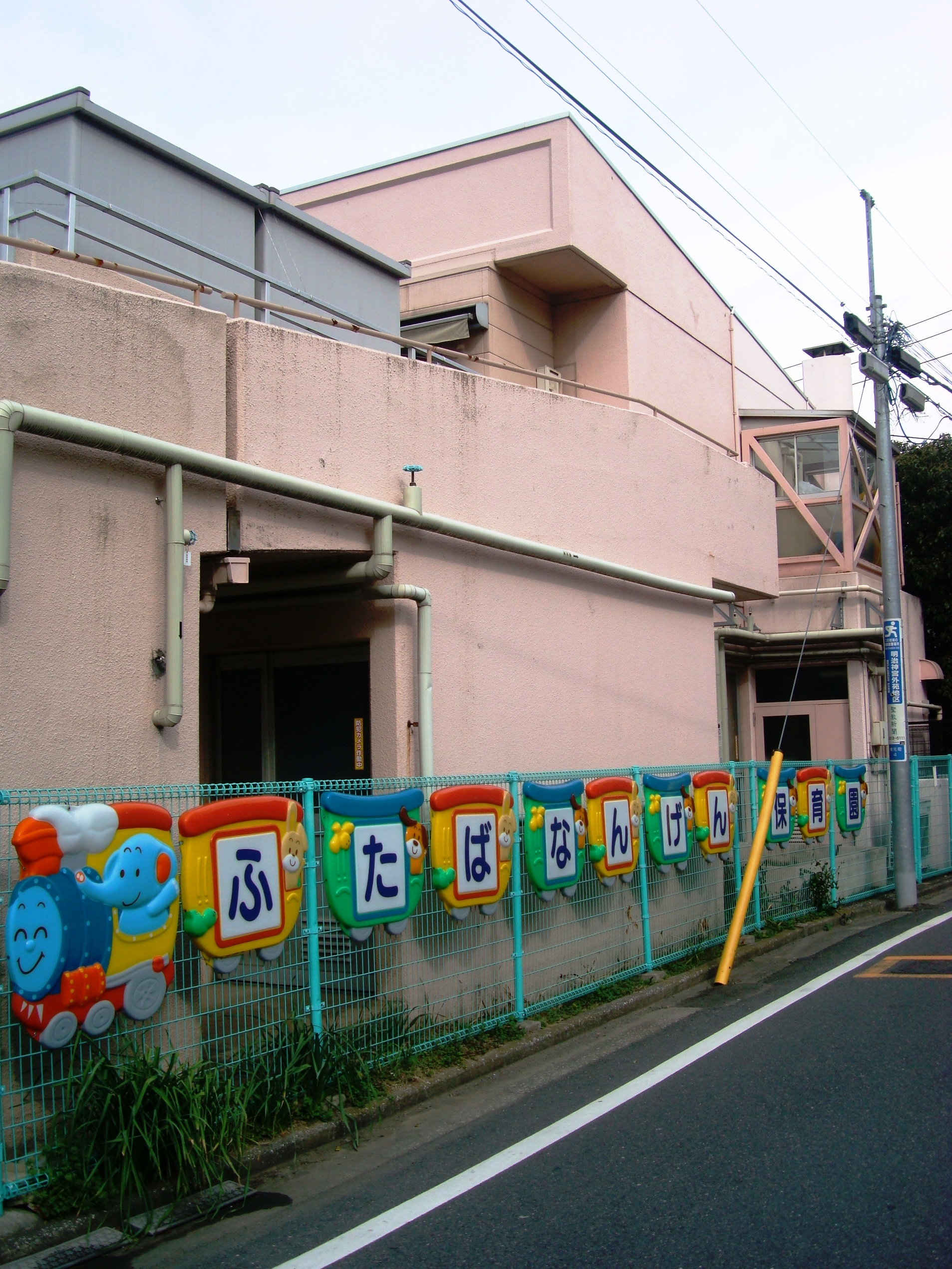
二葉南元保育園

「南元町」は1943年（昭和18年）4月1日、それまでの四谷区南町と同・元町を廃止・統合することによって新たに創設された（この際元町の一部が若葉一丁目の一部となっている）。
南元町の地名は「南町」と「元町」からそれぞれ一字ずつとったもので、その町域も旧両町の町域にほぼ一致する。南町と元町は、1911年（明治44年）以前、それぞれ「元鮫河橋町」、「元鮫河橋南町」という町名であった。
| 町名整理後 | 町名整理年               | 町名整理前                                 |
| ---------- | ------------------------ | ------------------------------------------ |
| 南元町     | 1943年（昭和18年）4月1日 | 南町の全域、元町の大部分、東信濃町の極一部 |

### 沿革
- 1943年（昭和18年）4月 - 東京都四谷区南元町として成立
- 1947年（昭和22年）3月 - 区再編に伴い、新宿区南元町となる
- 1964年（昭和39年）8月 - 町域を通過する首都高速道路4号新宿線が開通

## 世帯数と人口
2025年（令和7年）3月1日現在（新宿区発表）の世帯数と人口は以下の通りである。
- 世帯数 : 1,442世帯
- 人口 : 2,581人

### 人口の変遷
国勢調査による人口の推移。
| 年                 | 人口  |
| ------------------ | ----- |
| 1995年（平成7年）  | 2,051 |
| 2000年（平成12年） | 1,995 |
| 2005年（平成17年） | 1,917 |
| 2010年（平成22年） | 2,119 |
| 2015年（平成27年） | 2,268 |
| 2020年（令和2年）  | 2,514 |

### 世帯数の変遷
国勢調査による世帯数の推移。
| 年                 | 世帯数 |
| ------------------ | ------ |
| 1995年（平成7年）  | 880    |
| 2000年（平成12年） | 962    |
| 2005年（平成17年） | 1,006  |
| 2010年（平成22年） | 1,152  |
| 2015年（平成27年） | 1,155  |
| 2020年（令和2年）  | 1,353  |

## 学区
区立小・中学校に通う場合、学区は以下の通りとなる（2018年8月時点）。
- 区域 : 全域
  - 小学校 : 新宿区立四谷第六小学校
  - 中学校 : 新宿区立四谷中学校

## 事業所
2021年（令和3年）現在の経済センサス調査による事業所数と従業員数は以下の通りである。
- 事業所数 : 59事業所
- 従業員数 : 1,402人

### 事業者数の変遷
経済センサスによる事業所数の推移。
| 年                 | 事業者数 |
| ------------------ | -------- |
| 2016年（平成28年） | 61       |
| 2021年（令和3年）  | 59       |

### 従業員数の変遷
経済センサスによる従業員数の推移。
| 年                 | 従業員数 |
| ------------------ | -------- |
| 2016年（平成28年） | 1,905    |
| 2021年（令和3年）  | 1,402    |

## 施設
- 公明党本部

## その他

### 日本郵便
- 郵便番号 : 160-0012[3]（集配局 : 新宿郵便局[18]）。